# 苏格兰盖尔语
蓋爾語（ [ˈkaːlɪkʲ]）屬於凱爾特語族蓋爾亞支的一種語言。也被稱為高地蓋爾語或高地蘇格蘭語。

## 歷史
與蘇格蘭蓋爾語同屬蓋爾亞支的凱爾特語言尚有愛爾蘭語和曼島語，三者都是源自古愛爾蘭語。蘇格蘭蓋爾語有時在愛爾蘭或稱為「蘇格蘭語」（Scots），然而这也容易造成混淆，因為實際上在蘇格蘭，所謂「蘇格蘭語」是用來指另一種屬於日耳曼語族的「低地蘇格蘭語」。
蘇格蘭蓋爾語是高地蘇格蘭人的傳統語言；高地蘇格蘭人是現在主要住在蘇格蘭高地的凱爾特族群，但在歷史上，蘇格蘭蓋爾語曾經是大半蘇格蘭地區的語言，約在5世紀左右由蘇格蘭人自愛爾蘭帶到大不列顛（舊稱 Alba 或 Albion）的加勒多尼亞（約涵蓋今天的整個蘇格蘭）；在這裡，蘇格蘭蓋爾語取代了皮克特人的皮克特語。
一直到15世紀末，盎格魯人仍然以他們的語言稱蘇格蘭蓋爾語為「蘇格蘭語」；然而在16世紀初期，蘇格蘭蓋爾語卻變成盎格魯人口中的「愛爾蘭語」，反而「蘇格蘭語」專門被用來指稱「低地蘇格蘭語」。無論如何，蘇格蘭蓋爾語已經在蘇格蘭文化佔了相當重的地位，對於那些蘇格蘭人，不管他們會不會說蘇格蘭蓋爾語，這個傳統語言都已經變成蘇格蘭王國的重要文化（雖然其他人可能仍只把它當成一個地方性的語言）。
蘇格蘭蓋爾語有豐富的口說（beul aithris）與文學傳統；數百年來，蘇格蘭蓋爾語都是蘇格蘭高地氏族（the Highland clans）承傳吟唱詩歌文化的語言，也因此蘇格蘭蓋爾語的保存對於蘇格蘭的政治相當重要：蘇格蘭蓋爾語傳承了前封建時期的律法習俗，也就是 tuatha 和 duthchas：tuatha代表「子民」，duthchas代表「這塊土地的未來」；也因為靠著這樣母語的傳承，蘇格蘭高地人才能有一股堅持，反抗以低地為中心、說著盎格魯語的低地蘇格蘭政治，一直到之後蘇格蘭政府與英格蘭的倫敦西敏市聯盟、合併，這樣的堅持都仍然還存在。縱使之後1746年的卡洛登戰役與「高地清洗」對於蘇格蘭高地人殘害甚深，威脅到蘇格蘭蓋爾語，但前封建時期的態度仍然可以在19世紀末高地土地聯盟的控訴與要求中看出端倪。
蘇格蘭蓋爾語更正確的稱法應為高地蓋爾語，以與現已滅亡的低地蓋爾語做區別。低地蓋爾語是低地蘇格蘭人來到蘇格蘭低地之前，存在於當地（蘇格蘭南部）的語言。但實際上來說，這兩者在地理上並沒有很清楚的南北分界。

## 使用人口
| 年份 | 蘇格蘭人口 | 只說蓋爾語的人口 | 只說蓋爾語的人口 | 說蓋爾語與英語的人口 | 說蓋爾語與英語的人口 | 總蓋爾語使用者 | 總蓋爾語使用者 |
| ---- | ---------- | ---------------- | ---------------- | -------------------- | -------------------- | -------------- | -------------- |
| 1755 | 1,265,380  | 未知             |                  | 未知                 |                      | 289,798        | 22.9%          |
| 1800 | 1,608,420  | 未知             |                  | 未知                 |                      | 297,823        | 18.5%          |
| 1881 | 3,735,573  | 未知             |                  | 未知                 |                      | 231,594        | 6.1%           |
| 1891 | 4,025,647  | 43,738           | 1.1%             | 210,677              | 5.2%                 | 254,415        | 6.3%           |
| 1901 | 4,472,103  | 28,106           | 0.6%             | 202,700              | 4.5%                 | 230,806        | 5.1%           |
| 1911 | 4,760,904  | 8,400            | 0.2%             | 183,998              | 3.9%                 | 192,398        | 4.2%           |
| 1921 | 4,573,471  | 9,829            | 0.2%             | 148,950              | 3.3%                 | 158,779        | 3.5%           |
| 1931 | 4,588,909  | 6,716            | 0.2%             | 129,419              | 2.8%                 | 136,135        | 3.0%           |
| 1951 | 5,096,415  | 2,178            | 0.1%             | 93,269               | 1.8%                 | 95,447         | 1.9%           |
| 1961 | 5,179,344  | 974              | <0.1%            | 80,004               | 1.5%                 | 80,978         | 1.5%           |
| 1971 | 5,228,965  | 477              | <0.1%            | 88,415               | 1.7%                 | 88,892         | 1.7%           |
| 1981 | 5,035,315  | —                | —                | 82,620               | 1.6%                 | 82,620         | 1.6%           |
| 1991 | 5,083,000  | —                | —                | 65,978               | 1.4%                 | 65,978         | 1.4%           |
| 2001 | 5,062,011  | —                | —                | 58,652               | 1.2%                 | 58,652         | 1.2%           |
| 2011 | 5,295,403  | —                | —                | 57,602               | 1.1%                 | 57,602         | 1.1%           |
| 2022 | 5,447,700  | —                | —                | 69,701               | 1.3%                 | 69,701         | 1.3%           |

## 書寫
現代蘇格蘭蓋爾語共有18個字母：
| 苏格兰盖尔语字母 | 苏格兰盖尔语字母 | 苏格兰盖尔语字母 | 苏格兰盖尔语字母 | 苏格兰盖尔语字母 | 苏格兰盖尔语字母 | 苏格兰盖尔语字母 | 苏格兰盖尔语字母 | 苏格兰盖尔语字母 | 苏格兰盖尔语字母 | 苏格兰盖尔语字母 | 苏格兰盖尔语字母 | 苏格兰盖尔语字母 | 苏格兰盖尔语字母 | 苏格兰盖尔语字母 | 苏格兰盖尔语字母 | 苏格兰盖尔语字母 | 苏格兰盖尔语字母 | 苏格兰盖尔语字母 | 苏格兰盖尔语字母 | 苏格兰盖尔语字母 | 苏格兰盖尔语字母 | 苏格兰盖尔语字母 | 苏格兰盖尔语字母 | 苏格兰盖尔语字母 | 苏格兰盖尔语字母 | 苏格兰盖尔语字母 | 苏格兰盖尔语字母 | 苏格兰盖尔语字母 | 苏格兰盖尔语字母 |
| ---------------- | ---------------- | ---------------- | ---------------- | ---------------- | ---------------- | ---------------- | ---------------- | ---------------- | ---------------- | ---------------- | ---------------- | ---------------- | ---------------- | ---------------- | ---------------- | ---------------- | ---------------- | ---------------- | ---------------- | ---------------- | ---------------- | ---------------- | ---------------- | ---------------- | ---------------- | ---------------- | ---------------- | ---------------- | ---------------- |
| A                | a                | (À               | à)               | B                | b                | C                | c                | D                | d                | E                | e                | (È               | è)               | F                | f                | G                | g                | H                | h                | I                | i                | (Ì               | ì)               | L                | l                | M                | m                | N                | n                |
| O                | o                | (Ò               | ò)               | P                | p                | R                | r                | S                | s                | T                | t                | U                | u                | (Ù               | ù)               |                  |                  |                  |                  |                  |                  |                  |                  |                  |                  |                  |                  |                  |                  |

以前的字母中沒有 h ，但現今則用 h 表示輔音的輕化（以前是在輔音上頭加上一點來表示）。傳統上，蘇格蘭蓋爾語的字母部分以植物命名：
| A - 「榆樹」 | B - 「樺樹」   | C - 「榛樹」 |
| D - 「橡樹」 | E - 「白楊」   | F - 「赤楊」 |
| S - 「柳樹」 | T - 「金雀花」 | U - 「紫杉」 |

例如 A、B、C、D 分別是 「榆樹」、「樺樹」、「榛樹」、「橡樹」等等，但現在已經不依循。

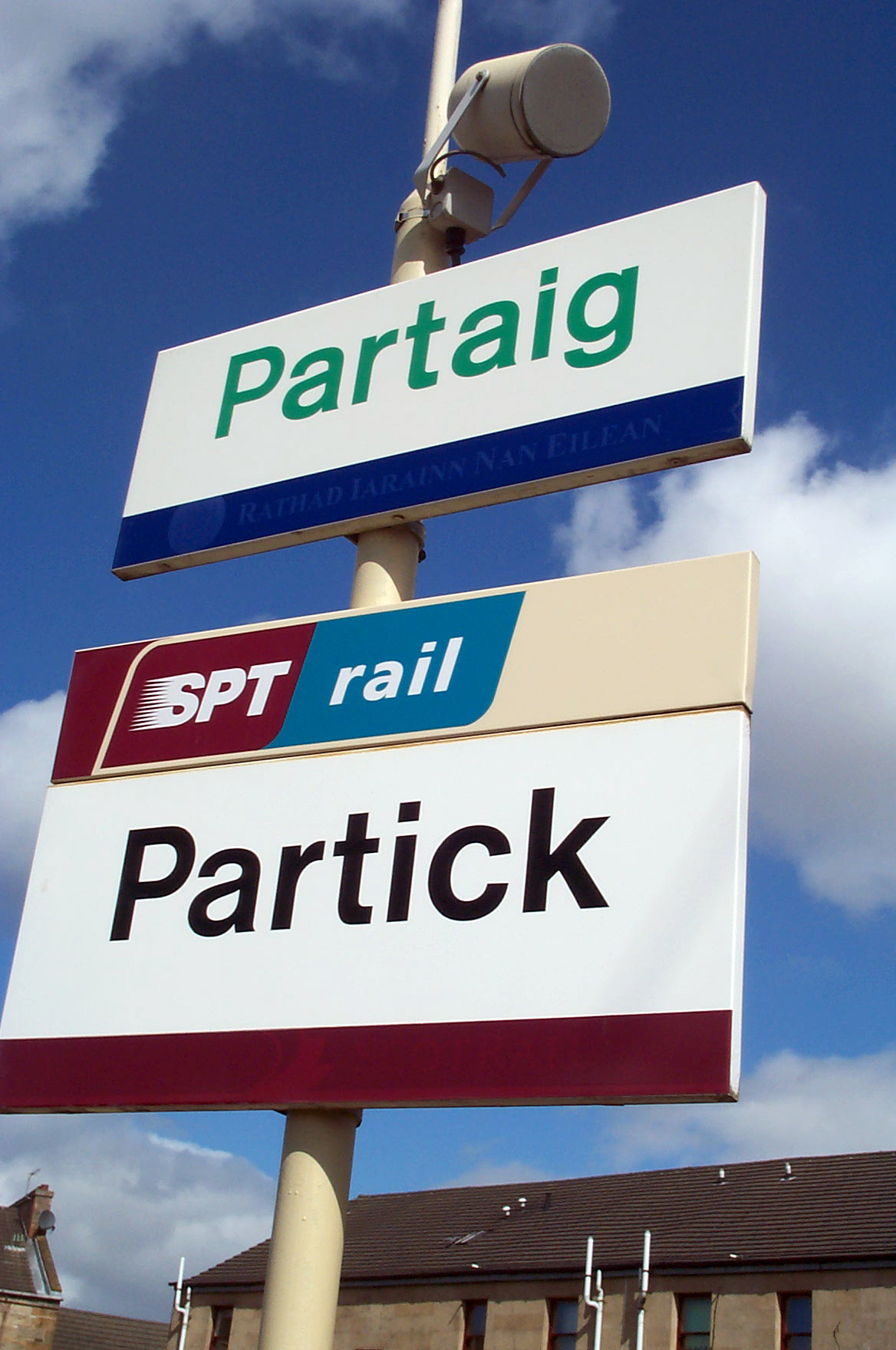
蘇格蘭格拉斯哥帕提克車站的雙語標示：上方綠字為蘇格蘭蓋爾文「Partaig」

和愛爾蘭語相同，蘇格蘭蓋爾語的輔音隨其前後元音而有不同發音：兩語都將元音分為'''寬'''元音與'''窄'''元音，寬元音如 a、o、u，窄元音如 e 和 i。而輔音又依其前後元音的寬窄有相應發音變化。規則是：「窄對窄，寬對寬」；當輔音前後皆為窄元音時，該輔音變為窄輔音（顎音化）；當輔音前後皆為寬元音時，該輔音變為寬輔音（軟齶音化）。
因此依照前後元音的寬窄，t 就同時有寬與窄的不同，例如  /slaːntʃə/ 裡的 t 前後皆為窄元音，其發音即為窄音 t；而  /paːtə/ 裡的 t 前後皆為寬元音，其發音即為寬音 t。
也因為這個規則，故每個輔音前後的元音的寬窄要一致，例如複數字尾通常為 ，如 「鞋」/proːk/ 的複數為  /proːkən/。但因為要符合輔音前後元音寬窄需一致的規則，故像 「屋子」/tʰɤj/ 這個字的複數即為  /tʰɤjən/：兩者複數字尾  和  的發音是一樣的，後者  的 e 也只是為該原則。
然而蘇格蘭考試委員會從1976年開始，對拼法作了部分修正。例如現在過去分詞的字尾一律是 （如 「被舉起的」，但以前作 ）。
另外由於在口語中，非重音的元音常略，因此非正式的書寫也常會省掉，如：
「我希望」 > 
雖然蘇格蘭蓋爾語的拼音規則複雜，但熟悉之後就會發現，它與英語的發音比起來實在規律太多，只要注意不要將他語的拼音習慣帶進蘇格蘭蓋爾語即可（例：人名  /ˈʃɔːnɛtʃ/ 就常被英語慣用者念錯）。

## 發音
蘇格蘭蓋爾語字母的發音與其他歐語類似，例如像愛爾蘭語、斯拉夫語族、和羅曼語族一樣，它的子音 t、d，及大部分的 n 都是發齒音，而非英語或其他日耳曼語族的齒齦音；跟義大利語的 r 或西班牙語的 rr 相同，蘇格蘭蓋爾語的 r 發齒齦顫音（除了輕化後的窄子音 r 以外）。
跟冰島語一樣，蘇格蘭蓋爾語的 b、d、g 全都是無聲的非送氣音，而子音 p、t、c 則是無聲且強烈的送氣音（在字首為後送氣音，字尾為前送氣音）。較特別的是，在蘇格蘭蓋爾語裡，當字首的重音節塞音之前為一個鼻音子音時，此重音節的塞音會變為濁子音，如： 「房子」的發音為/tʰɤi/，但加上定冠詞變為  之後的發音是 /ən dʰɤi/；又如 「菸草」的發音是/tʰomˈbaxkə/。
此外輕化後的子音有特別的發音：bh 和 mh 發 /v/；ch 發 /x/ 或 /ç/；dh、gh 發 /ʝ/ 或 /ɣ/；fh 永遠不發音，除了三個例外：、和 ，分別發 /h/。以上均在子音後加上 h 以表示輕化後的子音，但輕化的 l、n 和 r 並無特別的拼法。
| 正常 | 正常     | 正常       | 軟化 | 軟化   | 軟化   |
| 子音 | 寬       | 窄         | 子音 | 寬     | 窄     |
| ---- | -------- | ---------- | ---- | ------ | ------ |
| b    | /p/      | /p/        | bh   | /v/    | /v/    |
| c    | /kʰ, xk/ | /kʰʲ, çkʲ/ | ch   | /x/    | /ç/    |
| d    | /t/      | /tʃ/       | dh   | /ɣ/    | /ʝ/    |
| f    | /f/      | /f/        | fh   | 不發音 | 不發音 |
| g    | /k/      | /kʲ/       | gh   | /ɣ/    | /ʝ/    |
| l    | /ɫ/      | /ʎ/        | l    | /l/    | /l/    |
| m    | /m/      | /m/        | mh   | /v/    | /v/    |
| n    | /nɰ/     | /ɲ/        | n    | /n/    | /n/    |
| p    | /pʰ, hp/ | /pʰ, hp/   | ph   | /f/    | /f/    |
| r    | /r/      | /r/        | r    | /ɾ/    | /ɾʲ/   |
| s    | /s/      | /ʃ/        | sh   | /h/    | /h/    |
| t    | /tʰ, ht/ | /tʃʰ, htʃ/ | th   | /h/    | /h/    |

有幾點發音該注意的地方：
- 重音通常在一字的第一個音節，如：「橋」(/ˈtroxatʃ/)。

了解這規則後，很多蘇格蘭的地名都能正確地發出來，如  的發音是 /ˈmaɫɛkʲ/，但有些英語化的蘇格蘭地名，原本在蘇格蘭蓋爾語裡其實是多個詞組成，這時它重音的位置可能就不是那麼直覺，例如 （/tʌinˈdrʌm/）的重音在第二個音節，因為他本來在蘇格蘭蓋爾語的拼法是 （/tʰɤin ˈdromə/）。
- 某些毗連的子音（例如響音 l 和 r）之間會插入一個母音，例如：

「公牛」的發音是 /tʰarav/ — r 和 bh 之間插入了 /a/ 的音
「蘇格蘭」的發音是 /alapa/ — l 和 b 之間插入了 /a/ 的音
- 當下個字的字首是個母音時，前一個字字尾的弱化母音（/ə/）不用發音，例如：

「男人」 — /ˈtɯnʲə/
「你的男人」 — /ən ˈdɯnʲ akət/

## 例句

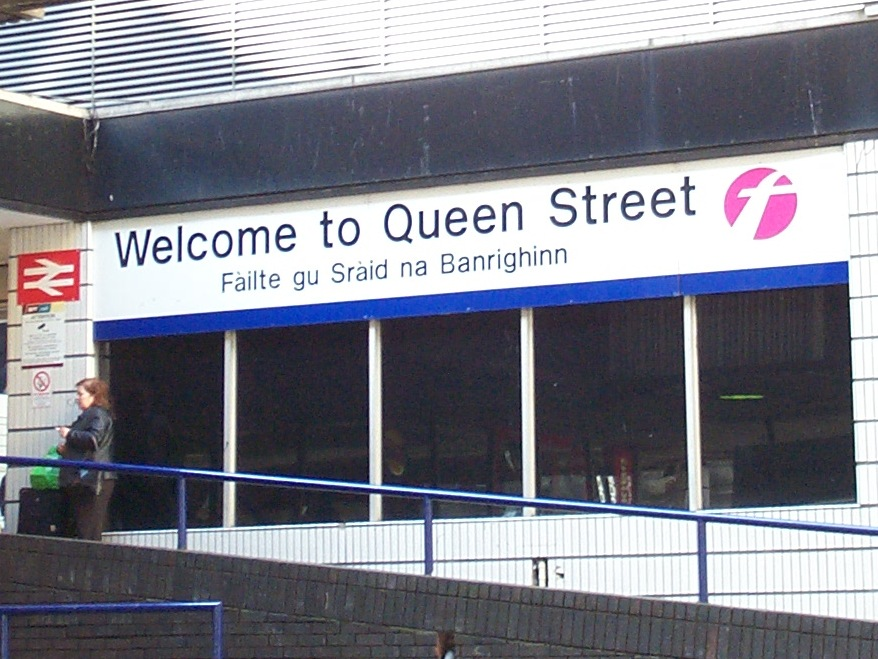
格拉斯哥皇后街火車站的雙語標示，下方 "Fàilte gu Sràid na Banrighinn" 為蘇格蘭蓋爾語：「歡迎來到皇后街」

- －早晨好。
- －你好嗎？
- －再見。
- －閣下貴姓？
- －謝謝。（表達感謝）
- －謝謝。（表達請求）
- －對不起。

## 外部連結
- LearnGaelic （页面存档备份，存于）
- 蘇格蘭國會
- 蘇格蘭蓋爾語廣播電台委員會
- http://www.bbc.co.uk/scotland/alba/ （页面存档备份，存于）
- http://www.bbc.co.uk/scotland/alba/foghlam/beag_air_bheag/ （页面存档备份，存于） 蘇格蘭蓋爾語的基礎教學
- 國家的蘇格蘭蓋爾語發展局
- http://www.colmcille.net/ （页面存档备份，存于） 聖科倫巴計畫
- 蘇格蘭唯一一所蓋爾語學院
- 蘇格蘭蓋爾語–英語字典
- 蓋爾亞支語言字典 （页面存档备份，存于）
- 為蘇格蘭蓋爾語的學習者準備的線上小遊戲
- http://www.omniglot.com/writing/gaelic.htm （页面存档备份，存于）  對蘇格蘭蓋爾語的介紹
- 線上學習資源 （页面存档备份，存于）
- [永久] 蘇格蘭蓋爾語使用者調查統計
- 西北蘇格蘭地區的蘇格蘭蓋爾語使用者分佈研究（自1881年） （页面存档备份，存于）
- http://www.siliconglen.com/Scotland/gaelic.html （页面存档备份，存于） 蘇格蘭蓋爾語的常見問答集
- 蘇格蘭蓋爾語支持者的入口網站與論壇
- http://www.ethnologue.com/show_language.asp?code=gla （页面存档备份，存于）
- 對希伯諾蘇格蘭語的報告